# Брокеншир, Джеймс
Джеймс Пи́тер Бро́кеншир (англ. James Peter Brokenshire; 7 января 1968, Саутенд-он-Си, Эссекс, Англия — 7 октября 2021, Дартфорд, Кент, Англия) — британский политик-консерватор, член парламента с 2005 года, министр по делам Северной Ирландии (2016—2018) и министр по делам общин и местного самоуправления Великобритании (2018—2019).

## Биография
Брокеншир изучал право в Эксетерском университете.
Работал в международной юридической фирме Jones Day.
В 2005 году избран в Палату общин от избирательного округа Хорнчёрч в Большом Лондоне, в 2010 году — в избирательном округе Бексли и Сидкап, снова в Большом Лондоне. С 2006 по 2010 год — теневой младший министр в Министерстве внутренних дел, в 2010—2011 годах — парламентский помощник министра внутренних дел по вопросам профилактики преступности, в 2011—2014 годах — по вопросам преступности и безопасности, в 2014 году — по вопросам безопасности.
8 февраля 2014 года Дэвид Кэмерон назначил Брокеншира младшим министром по вопросам иммиграции после отставки с этой должности Марка Харпера из-за просроченной рабочей визы его домработницы.
13 июля 2016 года Дэвид Кэмерон ушел в отставку с должности премьер-министра в связи с исходом референдума о членстве Британии в Евросоюзе, на котором избиратели проголосовали за выход страны из ЕС. Преемником Кэмерона стала министр внутренних дел Тереза Мэй, в её кабинете Джеймс Брокеншир назначен министром по делам Северной Ирландии.
11 июня 2017 года при формировании второго кабинета Мэй сохранил свою должность.
8 января 2018 года в кабинете были произведены массовые перестановки, в ходе которых портфель министра по делам Северной Ирландии перешёл к Карен Брэдли, а Брокеншир выведен из правительства.
30 апреля 2018 года вернулся в кабинет в качестве министра местного самоуправления.
24 июля 2019 года при формировании первого кабинета Джонсона не получил никакого назначения.
13 февраля 2020 года в ходе серии перестановок во втором кабинете Джонсона назначен младшими министром в ведомстве внутренних дел без права участия в заседаниях правительства.
7 октября 2021 года скончался в Дартфорде от рака лёгких.

## Личная жизнь
В 1999 году женился на Кэтрин Энн Мэймлок (Cathrine Anne Mamelok), у супругов есть сын и две дочери.